# Helmut
A Helmut germán eredetű férfinév, etimológiája: az első szótagnak két lehetséges jelentése lehet, az ónémet „heil” (egészség), vagy „hiltja” (harc) a második „muot” (szellem, szellemiség), bátor harcos.
Névváltozatai (német nyelvterületen) Hellmut, Helmuth, Hellmuth.

## Rokon nevek
- Helmond:[1] a Helmut alakváltozata

## Gyakorisága
Az 1990-es években szórványos név, a 2000-es években nem szerepel a 100 leggyakoribb férfinév között.

## Névnapok
ajánlott névnap
- március 16.[2]

## Híres Helmutok és Helmondok
- Helmuth von Moltke porosz tábornagy (az „idősebb Moltke”)
- Helmuth von Moltke német vezérezredes (az „ifjabb Moltke”)
- Helmut Kohl német politikus, 1982–1998 között szövetségi kancellár
- Helmut Schmidt német politikus, 1974–1982 között szövetségi kancellár
- Helmut Berger osztrák színész (*1944)
- Helmut Marko osztrák autóversenyző
- Helmut Rahn német labdarúgó
- Helmut Newton (sz. Helmut Neustädter) német fotográfus
- Helmut Lotti belga-flamand tenor